# 王东峰
王东峰（1958年2月—），陕西西安人，中国共产党、中华人民共和国政治人物，副国级领导人，擁有西安交通大学经济学硕士学位，中共中央党校在职研究生学历。现任第十四届全国政协副主席兼秘书长。
曾担任国家工商行政管理总局副局长、中共天津市委副书记、天津市人民政府市长、中共河北省委书记、河北省人大常委会主任等职务。他是中国共产党第十八届中央纪律检查委员会委员、第十九届中央委员会委员。

## 生平
1979年9月，王东峰在陕西省西安市财贸学校会计专业学习。1980年11月加入中国共产党。1981年7月参加工作，任职于西安市旅游供应公司。1982年9月，在陕西省财贸管理干部学院贸易经济系企业管理专业学习。1984年7月，先后在西安市人民政府财贸办、中共西安市委财贸部工作。1987年7月，任中共西安市委办公厅秘书处副处级秘书。
1989年8月，王东峰任西安市工商行政管理局法规处处长。1991年7月，任西安市工商局副局长。1996年5月，任西安市工商局局长。1998年2月，任陕西省工商行政管理局局长、党组书记。
2000年3月至2001年1月，王东峰在中共中央党校中青班学习。2001年1月，任中共渭南市委副书记、代市长、市长。2003年1月，任中共铜川市委书记。
2004年7月，王东峰任国家工商行政管理总局党组成员、副局长。2003年3月至2005年1月，在中央党校研究生院在职研究生班法学理论专业学习。2007年5月至2007年7月，在国防大学国防战略研究班学习。2010年5月至2010年7月，在中央党校省部级干部进修班学习。2012年11月14日，当选为中国共产党第十八届中央纪律检查委员会委员。
2013年4月18日，王东峰出任中共天津市委副书记。2016年9月10日，时任天津市委代理书记、市长黄兴国涉嫌严重违纪接受组织审查并随后被免职，他随即被任命为天津市人民政府副市长、代市长。2016年11月6日，正式當選天津市人民政府市長。
2017年10月24日，王东峰当选为中国共产党第十九届中央委员会委员。2017年10月28日，接替赵克志出任中共河北省委书记。2018年1月，当选为河北省人大委员会主任。2018年2月，当选第十三届全国人大代表。
2022年4月22日，卸任中共河北省委书记、常委、委员职务。同年5月，辞去河北省人大常委会主任职务。
2022年6月24日，任第十三届全国人民代表大会财政经济委员会副主任委员。
2023年3月10日，在中國人民政治協商會議第十四屆全國委員會上，当选为全国政协副主席及秘书长。